# Tạ Thu Thâu

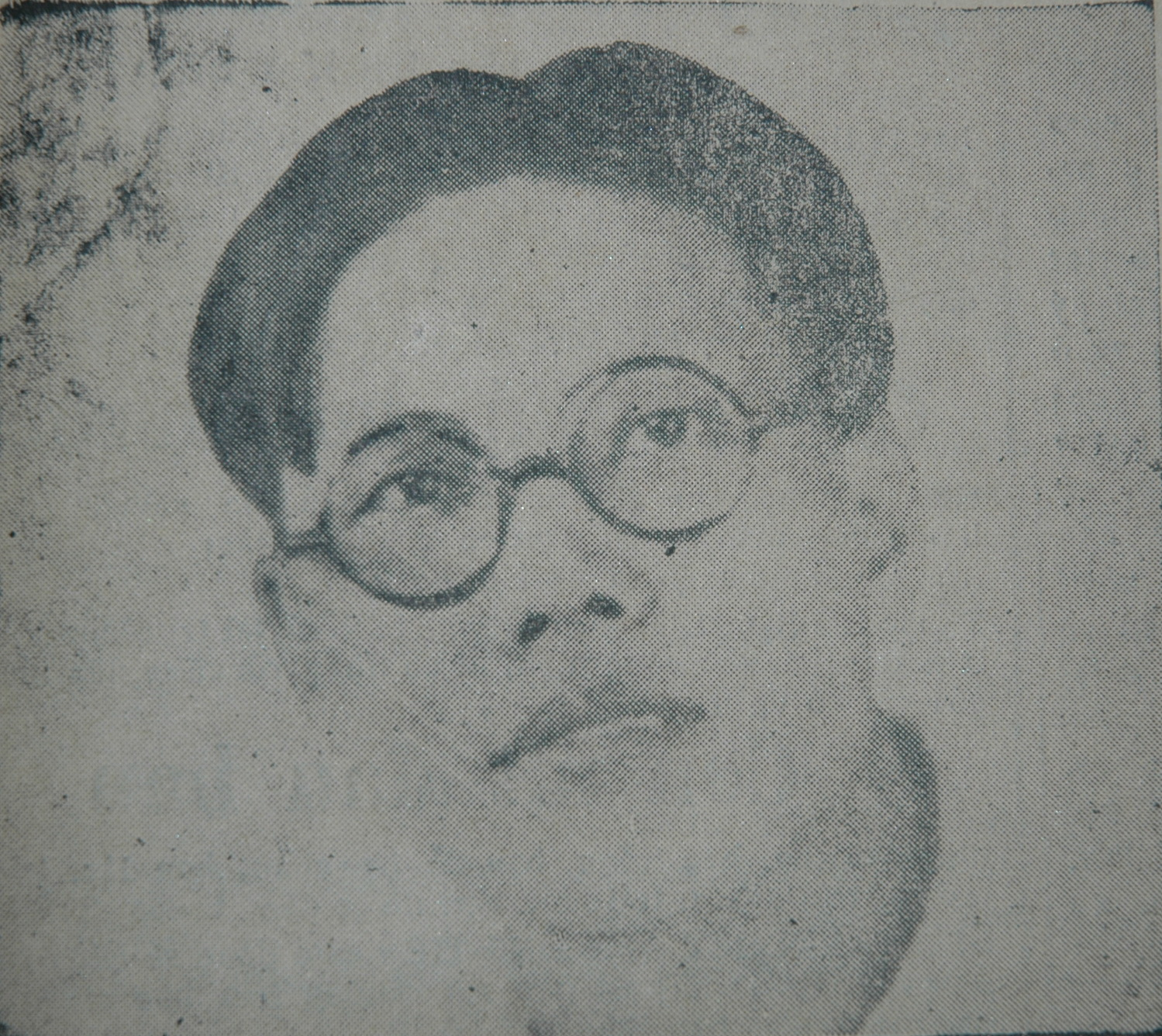
Tạ Thu Thâu, 1939

Flagge

Tạ Thu Thâu (* 5. Mai 1906 in Tan Binh; † September 1945) war ein vietnamesischer Revolutionär und Führer der Vierten Internationale in Vietnam.

## Leben
Tạ Thu Thâu war zunächst von 1926 bis 1930 unter vietnamesischen Emigranten in Paris aktiv. Er wurde aus Frankreich abgeschoben. Nach seiner Rückkehr nach Saigon gründete er 1931 die Gruppe der Indochinesischen Bolschewiki-Leninisten, welche die Zeitschriften La Lutte (Der Kampf) und La Verité (Die Wahrheit) herausgaben.
Während des Zweiten Weltkriegs wurde er verhaftet und auf der berüchtigten Gefängnisinsel Côn Đảo (Poulo-Condore) gefangen gehalten. Nach dem Krieg wurde er der unangefochtene Führer des Trotzkismus in Vietnam, doch diese politische Strömung verlor rasch an Einfluss. 1945 wurde er von Agenten der Kommunistischen Partei Vietnams („Stalinisten“) ermordet.